# Террі Ґілліам
Теренс Венс «Террі» Ґілліам (англ. Terence Vance "Terry" Gilliam; нар. 22 листопада 1940, Медісін-Лейк, США) — британський режисер американського походження, мультиплікатор, комедійний актор та сценарист, один з шести учасників комік-групи Монті Пайтон.

## Творчість

### Режисура
- 1975 — Монті Пайтон і Священний Грааль, спільно з Террі Джонсом (англ. Monty Python and the Holy Grail)
- 1977 — Бармаглот (англ. Jabberwocky)
- 1981 — Бандити часу (англ. Time Bandits)
- 1983 — Сенс життя за Монті Пайтоном (англ. Monty Python's The Meaning of Life)
- 1985 — Бразилія (англ. Brazil)
- 1988 — Пригоди барона Мюнгхаузена (англ. The Adventures of Baron Munchausen)
- 1991 — Король-рибалка (англ. The Fisher King)
- 1995 — Дванадцять мавп (англ. 12 Monkeys)
- 1998 — Страх і огида в Лас-Вегасі (англ. Fear and Loathing in Las Vegas)
- 2005 — Брати Грімм (англ. The Brothers Grimm)
- 2005 — Країна припливів (англ. Tideland)
- 2009 — Імаджинаріум доктора Парнаса (англ. The Imaginarium of Doctor Parnassus)
- 2011 — Уся родина (англ. The Wholly Family), короткометражне кіно
- 2013 — Нульова теорема (англ. The Zero Theorem)
- 2018 — Чоловік, який вбив Дон Кіхота (англ. The Man Who Killed Don Quixote)

### Актор
| Рік  |   | Українська назва    | Оригінальна назва | Роль      |
| ---- | - | ------------------- | ----------------- | --------- |
| 2020 | ф | Відчайдушні втікачі | Adieu les cons    | мисливець |